# Porto Vitória
Porto Vitória é um município brasileiro do estado do Paraná. Sua população estimada em 2010 foi de 4.020 habitantes.